# Golancourt
Golancourt är en kommun i departementet Oise i regionen Hauts-de-France i norra Frankrike. Kommunen ligger i kantonen Guiscard som tillhör arrondissementet Compiègne. År 2022 hade Golancourt 407 invånare.

## Befolkningsutveckling
Antalet invånare i kommunen Golancourt
| Referens: INSEE |